# 鼠尼施
鼠尼施，又译作苏尼鼠、苏尼失，西突厥的部落名称。游牧在今焉耆以西的巴音布鲁克草原。人口众多，实力强大，为左厢五咄陆中的强部。跟随阿史那贺鲁背叛唐朝。显庆元年（公元656年），唐将苏定方率兵西征，鼠尼施部以精骑二万帮助阿史那抵抗，被唐军击溃。次年，唐朝平定西突厥汗国，即以此部游牧之地设鷹娑都督府，归崑陵都護府管辖，由兴昔亡可汗阿史那彌射统领。